# 東野佑美 (モデル)
東野 佑美（ひがしの ゆみ、1988年6月9日 - ）は、日本の女性ファッションモデル。千葉県出身。パール、ジェイボックスを経てイデア所属。

## 略歴

### モデル
2006年から『Popteen』のモデルとして活動し、2009年から『BLENDA』の専属モデルとして活動。
2012年『BLENDA』11月号にて同誌卒業および『CanCam』への移籍を発表。2013年1月号から2015年4月号まで『CanCam』の専属モデルとして活動した。
Girls Award、神戸コレクション、東京ガールズコレクション、関西コレクションなどのファッションイベントにも出演した。
2016年、第30代アサヒビールイメージガールに起用された。
2019年4月、週刊ポストで初グラビア撮影に挑戦した。

### 歌手
2011年、ファッション雑誌『BLENDA』の専属モデルからなる歌手グループ「Be-ppin」の一員として、シングル「MY・EYE・AH」でデビュー。彼女を含めたメンバー8人には、それぞれの特徴を表したキャッチフレーズが付けられており、彼女は巨乳であることから「デカメロン」というキャッチフレーズが与えられた。

## 人物
2020年2月22日に結婚。2024年に第1子を出産した。

## 出演

### ショー
- 東京ガールズコレクション
- 神戸コレクション
- 東京ランウェイ
- Girls Award
- 渋谷スタイルコレクションin 上海
- 関西コレクション
- 福岡アジアコレクション
- a-nation&GirlsAward island
- 札幌コレクション
- TOKYO FASHION COLLECTION
- NOZコレクション
- 琉球アジアコレクション

### 映画
- FASHION STORY -Model-（2012年） - マユ 役
- タバコイ〜タバコで始まる恋物語（2013年） - カズエ 役
- 空想特撮怪獣 巨人創造 LEDX -レッドエックス-（2016年） - 主演・皋世羅 役

### テレビドラマ
- VISION-殺しが見える女- 第4話（2012年8月2日、読売テレビ） - ミキ 役
- ショムニ2013（2013年7月 - 9月、フジテレビ） - 恩田ゆず 役
- 珈琲屋の人々（2014年4月 - 5月、NHK BSプレミアム） - 鎌田理恵 役
- 水球ヤンキース（2014年7月 - 9月、フジテレビ） - 寺川早紀 役
- 瀬在丸紅子の事件簿〜黒猫の三角〜（2015年2月6日、フジテレビ「赤と黒のゲキジョー」） - 浅野美雪 役

### その他のテレビ番組
- 1億人の大質問!?笑ってコラえて!（日本テレビ）
- 王様のブランチ（TBSテレビ）
- TOKYO brandnewGIRLS（テレビ東京）
- 美少女ヌードル（テレビ朝日）
- 音龍門 朗読少女（日本テレビ）
- ツボ娘（TBSテレビ）
- 東京上級デート（2013年1月9日、テレビ朝日） - ＃38　浅草観音裏
- 有田哲平の夢なら醒めないで（2018年9月4日、TBSテレビ）

### ラジオ
- 東野佑美の女子旅（TBSラジオ）

### 広告
- アサヒビール（2016年） - 第30代イメージガール[6]
- ソフトバンクCF
- CUCCIO イメージモデル
- Fall in Eyez イメージモデル
- バンビウォータープラス イメージモデル
- バンビウォーターミルク イメージモデル
- Diammond Lash イメージモデル

### カタログ
- PrincessFurisode、ニッセン、RyuRyu、ジョイフルまるやま、ぷりずむ館、ベルーナネットなど。

## 書籍

### 雑誌連載
- Popteen（2006年10月号 - 2009年6月号、角川春樹事務所） - 専属モデル[1]
- BLENDA（2009年7月号 - 2012年11月号、角川春樹事務所） - 専属モデル[1]
- CanCam（2013年1月号 - 2015年4月号、小学館） - 専属モデル[3][4]

### デジタル写真集
- 東野佑美 大人っぽボディ（2019年4月22日、小学館、撮影：西田幸樹）Jp-e : 09D066360000d0000000